# 조지 퍼파드
조지 퍼파드(George Peppard, 영어 발음: /pəˈpɑːrd/, 1928년 10월 1일 ~ 1994년 5월 8일)는 미국의 배우이다.

## 출연 작품
- 헐리웃과 맞장뜨기: 호주 B무비의 세계 (2008)
- 특급 전사 (1990)
- 전선의 여우 (1990)
- 상하이 특급 (1989, Man Against the Mob: The Chinatown Murders)
- 발레리나의 꿈 (1989)
- 타겟 이글 (1982)
- 티켓 (1981)
- 필사의 탈출 (1981)
- 우주의 7인 (1980)
- 브이 특공대 (1979)
- 지옥의 사막 (1977)
- 펜듈럼 (1969)
- 토브럭 (1967)
- 대야망 (1966)
- V2 3인의 첩보전 (1965)
- 카펫베거 (1964)
- 서부 개척사 (1962)
- 티파니에서 아침을 (1961)
- 폭찹 고지전투 (1959)

### 텔레비전
- A 특공대 (1983-87)